# Default (computação)
Default (/ˈdɪˌfɔːlt/) é um termo técnico utilizado em computação e em vários contextos de informática. Pode ser utilizado tanto para referir-se a um valor pré-definido, que o sistema computacional assume, como para uma ação pré-definida, tomada pelo sistema a menos que seja instruído de outra maneira.
[carece de fontes?]

## No software
Usando um padrão envolve dois objetivos que, por vezes, de conflito:
- Mínima interação do usuário deveria ser necessária. Definir padrões para as opções mais comumente selecionados serve esse propósito.

- Erros de entrada do painel deve ser minimizada. Usando padrões tendem a aumentar os erros, como os usuários podem deixar as configurações padrão incorreto selecionado. Nos casos em que o valor pode ser verificada, isto não é um problema grave.Por exemplo, o país de entrega pode ser verificado em relação à morada ou códigos postais e qualquer incompatibilidade pode gerar um painel de erro exibida para o usuário, que, então, presumivelmente, fazer a correção.

Nos casos em que não haja maioria clara e os resultados não podem ser facilmente verificada por outras informações disponíveis, tais como o sexo do indivíduo, devem ser oferecidos sem padrão. Note, no entanto, que alguns aplicativos requerem que os valores padrão ser fornecido.